# カチン族
カチン族（カチンぞく、Kachin）はミャンマー北部のカチン州（Kachin State）およびシャン州（Shan State）北部に居住するミャンマー有数の民族の1つである。中華人民共和国雲南省徳宏タイ族チンポー族自治州に居住するチンポー族（Jingpo）および北東インドに居住するシンポー族（Singpho）も同一民族である。

## 言語
カチン族は言語的に多様な民族であるが、共通語としてジンポー語 (カチン語) が普及している。カチン族が用いる言語は、ジンポー語の他に、ザイワ語 (Zaiwa)、ロンウォー語 (Lhaovo)、ラワン語 (Rawang)、リス語 (Lisu) などがある。この、民族と言語の一対多対応を示すカチンにおいては多言語使用は珍しくない。カチン族の共通語としてのジンポー語は、カチンの人々を結びつける1つの役割を担っている。カチンの共通語であるジンポー語は「カチン語」という名称でも知られる。

## 地理・自然
カチン族の多くが居住するカチン州は、ミャンマー最北の州である。カチン州の州都のミッチーナー (Myitkyina) と第二都市のバモー (Bhamo) をはじめ、モーガウン (Mogaung)、モーニン (Mohnyin)、プータオ (Putao) などが主要都市である。ミャンマー鉄道の終点はミッチーナー駅である。ヒマラヤ氷河に起源を持つマリ川 (Mali) とンマイ川 (Nmai) は、カチン州中部において合流し (ミッソンと呼ばれる)、ミャンマー最大の河川であるイラワジ川 (Irrawaddy River) となる。カチン州西部に位置するフーコン渓谷 (Hukawng Valley) ではタナイ・クハ川、タビエ川、タワン川、タロン川が合流し、イラワジ川最大の支流であるチンドウィン川 (Chindwin River) の源となっている。カチン州南部に位置するインドージー湖 (Indawgyi) はミャンマー最大の湖である。カチン州最北部に位置し、ヒマラヤ山脈の南端を形成するカカボラジ山 (Hkakabo Razi) は標高5,881mであり、東南アジア最高峰である。1996年に日本の尾崎隆とミャンマーのニャマ・ギャルツェンが初登頂した。フーコン渓谷には虎の野生動物保護区 (Hukawng Valley Tiger Reserve) がある。カチン州西部のパッカン (Hpakant) は世界有数のヒスイの産地として知られる。ミャンマーの化石入りの琥珀の大部分は、カチン州西部フーコン渓谷から出ており、2016年には白亜紀末期に絶滅した鳥類の系統エナンティオルニス類の翼が同地から出た琥珀に見つかっている。カチン族はシャン州北部にも居住し、ラーショー (Lashio)、クッカイ（Kutkai)、ムセ (Muse) などの都市がある。

## 文化・歴史
絹、焼畑農業、陸稲の栽培、歌垣、納豆、モチ食、麹酒などが知られる。カチン州記念日のある1月にはカチン族最大の祭りであるマナウ祭り (Manau) がミッチーナーのマナウ広場 (Kachin National Manau Park) で開催される。

## 民話・神話
- マナウ祭りの起源：最初太陽の精霊しかマナウ踊りを知らなかった。鳥たちが太陽の国に行きマナウを知った。次いで、人間が鳥たちからマナウを学んだ[12]。
- 太陽を買った話：昔、人間と動物が天の君主から太陽を買ったとき、費用としてそれぞれの身体部位を差し出した。しかし、コウモリとムササビは参加しなかった。だから、彼らは日中姿を現さないし、鳥のような翼とネズミのような姿を併せ持つ[13]。